# Ruisseau-des-Breau
Ne doit pas être confondu avec Ruisseau des Breau.
 (septembre 2016).
Si vous disposez d'ouvrages ou d'articles de référence ou si vous connaissez des sites web de qualité traitant du thème abordé ici, merci de compléter l'article en donnant les références utiles à sa vérifiabilité et en les liant à la section « Notes et références ».
Ruisseau-des-Breau est un quartier du village canadien de Memramcook, au Nouveau-Brunswick. Constitué en tant que DSL en 1966, il a été fusionné à d'autres municipalités en 1995 pour former le nouveau village de Memramcook. Ruisseau-des-Breau est situé au bord du ruisseau éponyme, dans le bois de l'Aboujagane, sur le massif de la colline Coppermine.
Il doit son nom à Joseph Breaux (1727-1811).